# Ромеро, Саид
Саи́д А́бнер Роме́ро (исп. Zaid Abner Romero; род. 15 декабря 1999, Мендоса) — аргентинский футболист, защитник клуба «Брюгге».

## Клубная карьера
Ромеро — воспитанник клуба «Годой-Крус». 8 декабря 2019 года в матче против «Дефенса и Хустисия» он дебютировал в аргентинской Примере. В начале 2021 года Ромеро для получения игровой практики на правах аренды перешёл в «Вилья-Дальмине». 13 марта в матче против «Индепендьенте Ривадавия» он дебютировал в Примере B. В начале 2022 года Ромеро перешёл в эквадорский ЛДУ Кито. 19 февраля в матче против «Гуаласео» он дебютировал в эквадорской Примере. 10 марта в поединке Южноамериканского кубка против «Мушук Руна» Саид забил свой первый гол за ЛДУ Кито.
В начале 2023 года Ромеро перешёл в «Эстудиантес». Сумма трансфера составила 1,4 млн. евро.